# Guerreros FC de Hermosillo
Los Guerreros FC de Hermosillo fue un equipo que participó en la Liga de Ascenso de México del Fútbol mexicano, tuvo como sede en Hermosillo, Sonora. Fue fundado el 1 de agosto del 2009 tras comprar los derechos del Real Colima para jugar en la Liga de Ascenso de México. El 23 de diciembre del 2010 la Federación Mexicana de Fútbol comfirmó que el equipo queda desafiliado de la Liga de Ascenso de México por adeudos que tenían con su plantel y con la misma Federación Mexicana de Fútbol.

## Inicios

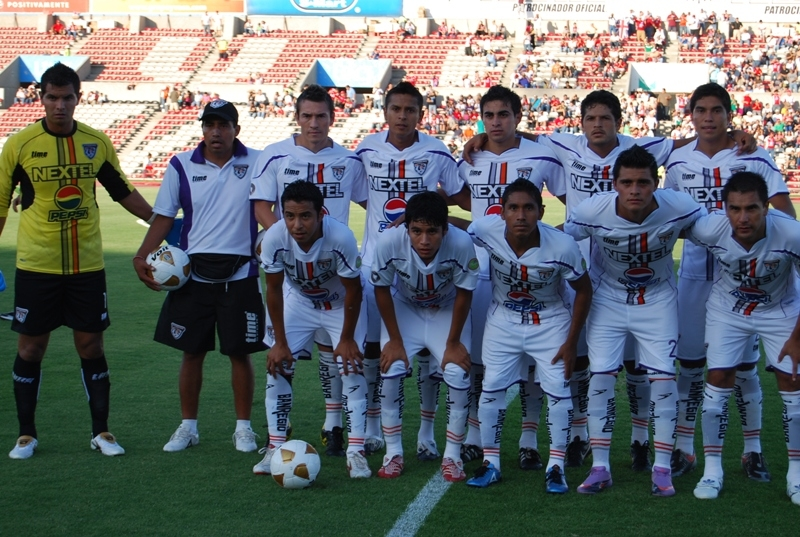
Plantel de Los Guerreros en el Apertura 2010.

El equipo de Guerreros FC participaba en la Liga de Ascenso de México desde el Torneo Apertura 2009 Liga de Ascenso. Su debut fue el sábado 1 de agosto del 2009 ante los Dorados de Sinaloa. En ese torneo ocuparon la última posición de la tabla general con solo 10 puntos. Para el Torneo Bicentenario 2010 Liga de Ascenso se repetiría la historia quedando también en la última posición con los mismos puntos.
En el Torneo Apertura 2010 Liga de Ascenso los guerreros se optó por traer refuerzos como el hondureño Melvin Valladares y el uruguayo Héctor Giménez logrando así un equipo más competitivo. Sin embargo, para el desconsuelo de la afición hermosillense, todos los partidos como locales se jugarían fuera de la ciudad. El equipo hermosillense estuvo cerca de clasificar a la liguilla colocándose en la 9.º posición de la tabla general.

## Desaparición
El 23 de diciembre del 2010, después de una corta reunión entre directivos y dueños de los equipos, el Secretario de la Liga de Ascenso de México, Enrique Bonilla, señaló que el equipo hermosillense queda desafiliado por adeudos que tenían con su plantel y con la misma Federación Mexicana de Fútbol.
"Es un problema que venimos atravesando desde la temporada pasada, incumplimiento de pago a jugadores, incumplimiento de pago a otros clubes, incumplimiento de pagos y obligaciones de cuotas en la FMF, así como no tener un estadio en condiciones", dijo.
Ante esta situación, durante la Asamblea de la Liga de Ascenso de México que se llevó a cabo en las instalaciones de la FMF, se decidió desafiliar a dicho equipo.
"Queda desafiliado y la federación instruye a reclamar ante la afianzadora, la fianza de depósito de este equipo para pagar las cantidades adeudadas", exclamó.

## Estadio
Los Guerreros de Hermosillo jugaron sus partidos de local en el Estadio Héroe de Nacozari. Fue inaugurado el 5 de agosto de 1985, cuenta con una pista de atletismo y una cancha de fútbol profesional, puede albergar a 22 000 aficionados.
Para el Torneo Apertura 2010 Liga de Ascenso todos los partidos como locales se jugarían en estadios alternativos tales como en el Estadio Tamaulipas y el Estadio Tres de Marzo. Esto se debe a que el Estadio Héroe de Nacozari se encontraba en remodelación por parte del equipo, siendo este el primer equipo que permanece más de una Temporada en el inmueble, además del primero en innovar con grama sintética.

## Torneos
| Torneo            | Posición | Puntos |
| ----------------- | -------- | ------ |
| Apertura 2009     | 17.º     | 10     |
| Bicentenario 2010 | 17.º     | 10     |
| Apertura 2010     | 9.º      | 25     |

- Datos: Q1553268